# Cartografía bionómica
Si entendemos que la bionomía es una parte de la biología que trata del estudio de las relaciones de los seres vivos con su entorno y entre ellos, la cartografía bionómica es aquella en la que se representan las comunidades biológicas en el lugar que ocupan en el espacio. Comprende, por tanto, los dos aspectos más importantes del medio: el abiótico (sustrato y hábitat) y el biótico (especies y comunidades).
A través de la elaboración de un inventario de las especies y comunidades en un biotopo determinado, se identifican las biocenosis existentes, las cuales pueden ser cartografiadas y georreferenciadas, para posteriormente integrarlas en un sistema de información geográfica (SIG), lo que permite realizar propuestas de conservación, trabajos de seguimiento, análisis espaciales de cierta precisión, modelos de predicción de crecimiento, etc. útiles para su evaluación de impacto ambiental.
Se puede encontrar información para desarrollar este tipo de cartografías aplicadas mediante los SIG en los siguientes enlaces:
- SIG aplicado a la gestión de fauna
- Modelos predictivos de distribución de especies con MAXENT y ARCGIS
- Modelos predictivos de distribución de especies invasoras
- Gestión de especies y espacios protegidos con ARCGIS 10

- Datos: Q85866223